# 張花冠
張 花冠（ちょう かかん、ジャン フアグアン、1954年〈民国43年〉7月7日 - ）は、中華民国（台湾）の政治家。民主進歩党所属の元立法委員、元嘉義県長。

## 経歴
2001年の第5回立法委員選挙で嘉義県選挙区から無党籍として出馬し、初当選した。選挙後の2002年に民進党へ入党。その後の2004年の第6回立法委員選挙で再選。
2008年の第7回立法委員選挙では、選挙区再編により嘉義県第二選挙区から出馬し、再選した。
2009年の嘉義県長選挙に民進党から立候補し、国民党候補を破り当選し、嘉義県初の女性県長となった。
2014年の嘉義県長選挙では「嘉義新時代」のスローガンを掲げ、国民党候補を破り再選した。
2019年11月、民進党から蔡英文の総統選挙対策副責任者に指名された。

## 嘉義県長
2011年に行われた遠見雑誌による世論調査では「県市長施政満足度大調査」では最高評価となる五つ星の県長となった。

## 選挙記録
| 年度 | 選挙               | 選挙区           | 所属政党   | 得票数  | 得票率 | 当選       | 注釈 |
| ---- | ------------------ | ---------------- | ---------- | ------- | ------ | ---------- | ---- |
| 2001 | 第5回立法委員選挙  | 嘉義県選挙区     | 無党籍     | 36,101  | 13.79% |            |      |
| 2004 | 第6回立法委員選挙  | 嘉義県選挙区     | 民主進歩党 | 37,281  | 14.90% |            |      |
| 2008 | 第7回立法委員選挙  | 嘉義県第二選挙区 | 民主進歩党 | 65,192  | 57.05% | 選挙区再編 |      |
| 2009 | 第16回嘉義県長選挙 | 嘉義県           | 民主進歩党 | 177,333 | 55.91% |            |      |
| 2014 | 第17回嘉義県長選挙 | 嘉義県           | 民主進歩党 | 193,399 | 63.09% |            |      |